# The House of the Spirits
The House of the Spirits is een romantische dramafilm uit 1993 onder regie van Bille August. Het verhaal is gebaseerd op het boek La casa de los espíritus van Isabel Allende. De film won meer dan tien internationale prijzen, waaronder een Deutscher Filmpreis voor de productie en een Goldene Leinwand voor het aangetrokken aantal bioscoopgangers.

## Verhaal
De arme Esteban Trueba (Jeremy Irons) woont nog in bij zijn zeer zieke moeder en zijn oudere zus, 'oude vrijster' Ferula (Glenn Close). Ferula is een nogal sober geklede vrouw, die totaal geen schoonheid, noch ervaringen in de liefde heeft gehad of gekend. Ze heeft Esteban zo'n beetje opgevoed en heeft snel volwassen moeten worden. Esteban vertrekt uit zijn ouderlijk huis. Hij haat het huis en wil niet langer inwonen bij een zieke vrouw en zijn nogal aanhankelijke zuster.
Esteban gaat naar de familie del Valle en vraagt toestemming om te trouwen met hun oudste dochter Rosa (Teri Polo).
Als hij gaat/moet werken in de mijn, belooft hij Rosa (en diens ouders) terug te komen met voldoende geld om haar te onderhouden en een gezin te stichten. De vader van Rosa, Severo del Valle, zit in de politiek, maar is bij sommige mensen niet geliefd. Tijdens het feest wordt een fles drank door de huishoudster bij de voordeur gevonden. De fles wordt nietsvermoedend bij de familie del Valle op tafel gezet. Rosa mag als eerste een toost uitbrengen (het is traditie dat degene die het eerst het vlees snijdt het eerste glas mag drinken).
Rosa's jongere zusje Clara, is paranormaal begaafd. Hoewel haar ouders absoluut niet willen dat mensen gebruikmaken van deze gave, gebeurt het toch dat er mensen om raad vragen bij de zo jonge Clara. Clara kan zowel in de toekomst kijken als doden zien en horen. Daarnaast weet ze ook waar personen zich bevinden, als deze vermist en/of verdwenen zijn. Dit doet ze ook door middel van kaartlezen. Clara heeft al op deze zeer jonge leeftijd een oogje op Esteban, hoewel een relatie op dat moment totaal niet gepast is (er zit minstens 12 tot 15 jaar verschil in leeftijd).
Clara voorspelt op de dag van het feest dat iemand in hun familie (per ongeluk) zal overlijden. Diezelfde nacht vindt Clara een overleden Rosa in haar bed. Er wordt autopsie gedaan op haar lichaam en zodoende wordt ontdekt dat in de fles drank genoeg gif zat om een os te doden.
Het was waarschijnlijk de bedoeling dat haar vader Severo dit gif tot zich zou nemen. Clara is zo depressief dat ze besluit om nooit meer een woord te zeggen, om zo meer doden te voorkomen.
Esteban vindt goud in de mijn en krijgt bericht over Rosa. Teleurgesteld en verdrietig moet hij afscheid nemen van zijn overleden verloofde. Hij koopt een oude boerderij, waar veel dakloze indianen wonen. Hij belooft de daklozen en hun leider 'Pedro Segundo García', kortweg 'Segundo' genoemd, dat ze geen honger zullen lijden, maar er wel voor moeten werken. In de jaren die volgen werkt Esteban hard om zijn ranch op te bouwen. Hij is nu een zeer rijk man. Omdat hij geen vrouw heeft, maar wel zijn behoeften, verkracht hij een van de jonge vrouwen die werken op het land.
Als Estebans moeder overlijdt, biedt zijn zuster Ferula aan om bij hem in te wonen en voor hem te zorgen. Op de begrafenis is ook de familie del Valle aanwezig. De inmiddels veel oudere Clara (Meryl Streep) trekt zijn aandacht. Hij besluit om Severo del Valle nogmaals te vragen om een zegen, voor zijn dochters hand. Op het moment dat hij en Clara tegenover elkaar zitten, praat Clara voor het eerst weer in jaren. Zij accepteert zijn aanzoek, aangezien zij hem al langere tijd koesterde.
Clara ontmoet haar toekomstige schoonzus Ferula. Clara is een zeer sympathieke vrouw, die het heel belangrijk vindt om iemand op alle mogelijke manieren gerust te stellen en aan te raken (door middel van omhelzingen, zoen op de wang etc.) Ferula is nogal overrompeld door Clara's manier van communiceren en leert dat het vooral niet erg is als twee vrouwen elkaar aanraken. Clara nodigt Ferula uit om bij haar en Esteban te komen inwonen (ze kan de gedachten van Ferula lezen als deze haar een gunst wil vragen).
Bij hun thuiskomst na de huwelijksceremonie maakt Esteban al op zeer grove manier duidelijk aan zijn zuster, dat ze vooral niet moet gaan moederen. Clara stelt Ferula's hulp echter zeer op prijs en ze zijn de beste vriendinnen. Ferula heeft zo haar vreemde trekken en ietwat 'duistere kanten'. Als ze bij de priester (of dominee) haar zonden vertelt, laat ze weten dat ze 's nachts soms in de slaapkamer gluurt van haar broer en schoonzus. Zo heeft zij hen betrapt terwijl zij de liefde bedreven en ziet het als een zonde die haar broer opdringt aan Clara. Clara voorspelde dat ze een dochter hadden verwekt die ze Blanca wil noemen. Vlak voor de geboorte van haar dochter zijn Clara's ouders onderweg om hen te bezoeken. Het noodlot slaat toe als de rem van de auto niet werkt voor een spoorweg. Ze rijden tegen een trein en Clara ziet dit in een visioen. Op dat moment beginnen ook de weeën en bevalt ze van haar dochter Blanca.
Blanca groeit voorspoedig op en is het prinsesje van haar vader. Esteban gaat zich alleen steeds meer ergeren aan zijn zus, die voor hem nogal de pret bederft door Clara steeds voor zich op te eisen. De jonge vrouw die door Esteban lange tijd terug werd verkracht, keert terug op zijn ranch met haar tienerzoon. Esteban beveelt haar het land te verlaten. De vrouw protesteert en vertelt hem dat haar zoon, ook die van hem is. Hij draagt ook de naam Esteban. Esteban wimpelt ze af met wat geld en wil hen niet meer zien. De jonge tiener Esteban keert nog terug en betast de jonge Blanca. Maar hij komt niet verder dan dat.
Clara geeft lessen aan Blanca en de kinderen van de arbeiders en geniet hiervan. Blanca raakt goed bevriend met Segundo's zoontje Pedro. Als de twee op een dag vrolijk weglopen om een duik in het water te nemen is iedereen ongerust op zoek. Esteban is zo kwaad dat hij verbiedt om Pedro nog één keer te zien bij zijn dochter. Hij stuurt Blanca naar een kostschool.
Blanca (Winona Ryder) keert terug van de kostschool als ze een jaar of 18 is en ook Pedro (Antonio Banderas) werkt als jonge man op het land van Esteban. De twee spreken af bij het meertje en bedrijven hier regelmatig de liefde. Esteban begint zich ook steeds meer in de politiek te verdiepen en zo ontmoet hij een rijke graaf uit Frankrijk, genaamd Jean de Satigny. Hij wil zijn dochter uithuwelijken aan hem (puur een geldkwestie). Als er plotseling een aardbeving gaande is, is Esteban net van huis weg en keert in paniek terug. Daar ziet hij Clara en Ferula in bed slapen. Voor Esteban is dit het toppunt. Hij zet Ferula uit huis en dreigt haar te vermoorden als ze nog ooit zijn gezin 'lastigvalt'. Hoewel Clara lag te slapen op het moment dat Esteban ruw Ferula meenam, betrapt ze hem toch op zijn dreigementen naar Ferula. Hoewel hij haar graag wil liefkozen en excuses aanbiedt, vraagt Clara hem wat tijd te gunnen om alles op een rijtje te zetten. Ondertussen houdt Pedro protesttoespraken tegenover zijn familie en medearbeiders over hun onterechte behandeling. Pedro wil strijden voor hogere lonen en vrije zondagen.
Esteban betrapt hem bij een van zijn protesten als hij de rijke graaf Satigny een rondleiding geeft over zijn land (met fruitbomen) en bestraft hem met zweepslagen. Daarnaast ontslaat hij Pedro ook als arbeider en wil hem niet meer zien.
Als Esteban met zijn gezin aan het dineren is krijgt Clara plotseling een koude rilling. De deur gaat open en Ferula komt binnen. Zonder ook maar een woord te zeggen kijkt ze van Blanca, naar Esteban en dan naar Clara. Ze geeft Clara, die haar ogen dichthoudt, een zoen op de wang en vertrekt weer. Hierop verklaart Clara dat Ferula is overleden. Het was haar geest die langskwam. Esteban en Clara gaan diezelfde avond nog naar de stad, waar Ferula in een armoedig huisje woont. Hier vinden ze Ferula dood in haar bed. Clara neemt afscheid van haar.
De rijke graaf Satigny, die is blijven hangen bij de familie Trueba, betrapt Blanca als zij 's avonds uit haar raam wegglipt en bij het meertje de liefde bedrijft met Pedro. Graaf Satigny verraadt hen bij Esteban, die woedend te paard erop afgaat. Hij komt Blanca tegen die net op de terugweg is en geeft haar slaag. Eenmaal thuis gaat Blanca boos en verdrietig naar haar kamer. Clara wil haar achterna, maar ze wordt weerhouden door Esteban, die haar ervan beschuldigt dat ze haar in contact had gebracht met Pedro. Door haar paranormale gaven weet zij dat Esteban ooit een jonge arbeidster heeft verkracht. Als zij hem hiermee confronteert slaat hij haar in het gezicht, maar uit meteen erna zijn spijt. De nogal beduusde Clara belooft hem nooit meer tegen hem te zullen praten. Clara vertrekt hierop met Blanca naar haar ouderlijke huis in de stad. Esteban gaat ondertussen in de politiek en wordt minister.
Esteban heeft ondertussen ook de jacht geopend op Pedro. Hij neemt het hem zeer kwalijk dat hij met zijn dochter heeft geslapen en wil hem dood. Iets wat hem bijna ook lukt. Hij krijgt een brief van Clara met de mededeling dat Blanca zwanger is. Hierop gaat Esteban naar Graaf Satigny, om hem te vragen (of eigenlijk dwingen) om alsnog met Blanca te trouwen, zodat het 'bastaard'-kind zijn naam kan dragen. Hij gaat met de graaf naar het huis waar Clara en Blanca wonen en stelt voor aan Blanca om te trouwen met Graaf Satigny (of eigenlijk ook onder dwang). Dit weigert zij resoluut. Waarop Esteban haar vertelt dat Pedro dood is, door zijn toedoen. Ze valt hem aan in blinde woede.
Clara vraagt Esteban, via de huishoudster, om het huis te verlaten.
Esteban wordt steeds eenzamer op zijn ranch en hoewel hij het druk heeft met zijn politieke zaken, mist hij Clara en Blanca. Hij gaat naar hun huis en praat met Clara. Zij accepteert hem in het huis. Hij verblijft vanaf dat moment bij Clara en Blanca. Toch blijft Clara zwijgen tegen hem en communiceert alleen met hem met medewerking van de huishoudster. Esteban ziet dan ook voor het eerst zijn kleindochter Alba, die al een jaar of 7-8 is. Ook Blanca is stukken volwassener geworden. Hoewel het soms wat stroef verloopt, kan Blanca haar vader wel verdragen. Al is zij het totaal niet eens met zijn politieke standpunten. Estebans buitenechtelijke zoon 'Esteban' komt ook weer langs. Dit keer vraagt hij een gunst aan zijn vader. Hij wil het leger in. Esteban geeft hem een cheque en wil hem verder niet meer zien.
Zo rond de kerstdagen halen Esteban en Clara herinneringen op door middel van foto's. Het lijkt weer een beetje goed te gaan tussen hen beiden, al zegt ze nog steeds niets rechtstreeks. Als Clara en Alba de kerstboom optuigen, krijgt Clara het zwaar en beseft ze dat haar einde nadert. Ze gaat in haar bed liggen en vraagt Alba om een doos met dagboeken en sieraden aan Blanca te geven. Daarop overlijdt Clara. Esteban en Blanca die kerstinkopen aan het doen waren, komen thuis en krijgen van de kleine Alba het nieuws dat haar oma is overleden. Voor de rest van het gezin breekt een moeilijke tijd aan. Na de verkiezingen breken er rellen uit en het leger pakt vele mensen op en martelt ze. Zo ook wordt Blanca opgepakt, omdat zij contact heeft met Pedro. Pedro zit verstopt in de kelder van het huis van de Trueba's en Blanca vraagt haar vader om hem in veiligheid te brengen, omwille van Alba. Dit doet hij door hem naar de ambassade van Canada te brengen. Vanaf dat moment toont hij enige genegenheid naar Pedro, die hij ooit dood wilde hebben.
Ondertussen wordt Blanca zwaar mishandeld. Bij toeval wordt zij ook nog mishandeld door haar bloedeigen halfbroer Esteban. In de cel, als ze meer dood dan levend is, komt de geest van haar moeder bij haar en vraagt haar niet op te geven. Esteban doet er ondertussen alles aan om zijn dochter vrij te krijgen. Omdat hij nog wat gunsten tegoed had, krijgt hij haar via een goede vriendin vrij. Als Blanca veilig terugkeert, is ze blij te horen dat alles goed gaat met Pedro. Ze leest haar moeders dagboeken en leert te begrijpen hoe haar moeder alles zag. Ze leerde dat wraak geen zin had en dat ze iedereen lief moest hebben. Blanca keert met haar vader en dochter, terug naar de ranch. Daar uit Esteban zijn gemis voor Clara. Als hij een dutje gaat doen, verschijnt ook de geest van Clara voor hem, waarschijnlijk komt ze hem halen, zoals ze beloofd had aan Alba.

## Rolverdeling
| Acteur                | Personage                |
| --------------------- | ------------------------ |
| Meryl Streep          | Clara del Valle Trueba   |
| Glenn Close           | Férula Trueba            |
| Teri Polo             | Rosa del Valle           |
| Jeremy Irons          | Esteban Trueba           |
| Winona Ryder          | Blanca Trueba            |
| Vincent Gallo         | Esteban García           |
| Antonio Banderas      | Pedro Tercero García     |
| Vanessa Redgrave      | Nívea del Valle          |
| Maria Conchita Alonso | Tránsito Soto            |
| Joaquín Martínez      | Pedro Segundo García     |
| Jan Niklas            | Graaf Jean de Satigny    |
| Hannah Taylor-Gordon  | Blanca Trueba (als kind) |

## Muziek
De filmmuziek werd gecomponeerd door Hans Zimmer. Het lied "La Paloma" gezongen door Rosita Serrano behoort ook tot de soundtrack.